# Річ Бенсон
Річ Бенсон (англ. Rich Benson; нар. 1 січня 1967) — колишній американський тенісист.
Найвищу одиночну позицію світового рейтингу — 525 місце досяг 22 квітня 1991, парну — 149 місце — 15 листопада 1993 року.

## Титули на челленджерах

### Парний розряд: (1)
| Ранг | Рік  | Турнір                | Покриття | Партнер    | Суперники             | Рахунок  |
| ---- | ---- | --------------------- | -------- | ---------- | --------------------- | -------- |
| 1.   | 1994 | Вольфсбург, Німеччина | Килим    | Адам Малік | Вейн Артурс Саймон Юл | 7–6, 6–4 |